# Jens Krauss
Jens Johann Krauss (manchmal auch Peter Krauss) (* 24. November 1913 in Brünn; † 18. Oktober 1972) war ein deutscher Verwaltungsbeamter und Landrat.
Geboren als Sohn des Dr. Felix Krauss und der Margarethe in Brünn studierte er Jura zunächst seit 1933 an der Masaryk-Universität in seiner Heimatstadt und ab 1935 an der Deutschen Universität in Prag. In Prag promovierte er auch 1939.
Nach 1945 wurde er ins bayerische Eggenfelden vertrieben, wo er als Syndikus im Landratsamt tätig war. Anschließend arbeitete er für den Wirtschaftsrat des Vereinigten Wirtschaftsgebietes in Koblenz, bevor er im Januar 1948 als Referent in die Kommunalabteilung des Hessischen Innenministeriums nach Wiesbaden wechselte.
Auf Vorschlag der SPD wurde er im September 1949 vom Kreistag zum Landrat des Kreises Friedberg in Hessen gewählt. Er war der erste heimatvertriebene Landrat in diesem Bundesland.
Schon 1951 wurde er von seinem Amt suspendiert und wechselte wieder zurück ins Innenministerium. 1966 wurde er ins Bundesinnenministerium versetzt.
Seine Fall- und Personalakten befinden sich im Hessischen Hauptsstaatsarchiv Wiesbaden  sowie im Bundesarchiv Koblenz.